# Джайнаков, Ибраим Джайнакович
Ибраим Джайнакович Джайнаков (также Ыбырайым Жайнаков; 30 сентября 1884 — после 1941) — деятель Алашского движения.

## Биография
Родился в Верненском уезде Семиреченской области. Окончил Верненскую мужскую гимназию. Работал переводчиком в Управлении Семиреченской области.
Активно участвовал в общественно-политической жизни. Под руководством Жайнакова 21 октября 1911 прошел совет волостных и аксакалов, который принял решение отправить в Санкт-Петербург представителей местного населения с просьбой к членам Государственной Думы о недопущении вмешательства отделов политрозыска в дела кочевого народа. Жайнаков участвовал в подготовке и проведении Всероссийского съезда мусульман.
В момент обострения обстановки в регионе в связи с выходом царского указа 25 июня 1916 г. выступил противником народного восстания. На совещании местного населения Большой Алматинской волости 14 июля 1916 в г. Верном выступил с речью, в которой призывал народ не предпринимать поспешных действий и попытаться решить создавшую ситуацию мирным путем, чтобы не допустить жертв.
После Февральской революции 1917 участвовал в осуществлении общественно-политических преобразований в крае. Организовал 1-й съезд Казахского комитета Семиреченской обл. (12—23 апр.), в котором принял участие 81 делегат. Исполнял обязанности председателя съезда. 19 июля 1917 назначен заместителем комиссара Временного правительства по Семиреченской обл. Участник 1-го и 2-го Всеказахских съездов 1917. Депутат от Семиреченской обл. во Всероссийском Учредительном собрании. В июле-августе 1917 вместе с А. Бокейхановым, М. Шокаем, Ж. Досмухамедовым участвовал в совещании членов Сибирского правительства и Учредительного собрания, проходившем в Челябинске. Занимался вопросами возвращения на родину казахов и киргизов, бежавших в Китай после подавления национально-освободительного восстания 1916 г. Оказывал помощь по обеспечению продовольствием голодающих Жетысу, регулировал отношения между коренным населением и переселенцами. Председатель 2-го съезда Казахского комитета Семиреченской обл. (10—31 авг. 1918, с. Лепсы). Выступил перед участниками съезда с предложением издавать областные газеты на казахском, и киргизском языках.
После прихода к власти большевиков и изменения общественно-политической ситуации в стране вместе с некоторыми деятелями Алашского движения Жайнаков переселился в Китай, где стремился организовать вооруженное сопротивление большевикам. 
Первое время жил в  Чугучаке, затем переехал в Кок-Терек, и позднее в Кульджу. Занимался строительством школ, медицинских учреждений, а также благотворительностью. 10 февраля 1938 года Ибрагим Жайнаков был арестован местными органами по тайному поручению Москвы в городе Кульдже, где проживал с семьей последние два года. Имущество полностью конфисковали. Через восемь лет, в 1946 году, стало известно, что он был увезён в Урумчи и расстрелян там в 1942 году. Его дети сменили фамилию на Ибрагимовы.

## Семья
- Первая жена — княжна Чанышева умерла при рождении третьего ребенка[4].
  - Сын — Саитжан[4]
  - Сын — Мирвакас[4].
- Вторая жена — Гульсум Дадабаева (?—1950), её отец Ситтик (Садык) Дадабаев, купец-узбек, мать Асма, татарка. Усыновила сыновей мужа от первого брака. После прихода большевиков к власти, оставив троих старших детей родителям, месте со второй дочерью сумела выехать в Чугучак к мужу[4]. 
  - Дочь — Рукия (1916—?)[4]
  - Дочь — Асия (1918—?)[4]
  - Дочь —  Фарида (1922, Китай—?)[4]
  - Сын — Умар (1925, Кульджа—?)[4]
  - Дочь — Кашифа (1927, Кок-терек—?)[4]